# كأس إسكتلندا 1991–92
كأس اسكتلندا 1991–92 (بالإنجليزية: 1991–92 Scottish Cup)‏ هو موسم من كأس اسكتلندا. فاز فيه نادي رينجرز.